# José Amedo
José Amedo Fouce (Cerceda, Lugo, 3 de enero de 1946) es un expolicía y terrorista español que participó en el terrorismo de Estado contra ETA, como miembro destacado de los Grupos Antiterroristas de Liberación (GAL).

## Biografía

### Inicios como policía
Su familia se trasladó a Bilbao, Vizcaya, cuando tenía tres años. En 1968 ingresó en el Cuerpo General de Policía —luego reconvertido en Cuerpo Nacional de Policía— y fue destinado desde el principio al Servicio de Información de la Jefatura Superior de Policía de Bilbao, donde llegó a ser subcomisario jefe del Grupo de Información de la Brigada Regional.
Durante la década de 1970 trabajó en labores de espionaje relacionadas con el entorno de la organización terrorista ETA, organización que intentó matarlo en repetidas ocasiones.

### Secuestro de Segundo Marey
En 1983, a raíz del secuestro por parte de ETA del capitán del ejército Alberto Martín Barrios, y tras las correspondientes informaciones y contactos en los que participó junto al entonces gobernador civil de Vizcaya Julián Sancristóbal y los mandos policiales Francisco Álvarez Sánchez —jefe superior de Policía de Bilbao y delegado de la Lucha Antiterrorista para el País Vasco y Navarra— y Miguel Planchuelo —jefe de la Brigada Regional de Información de la Lucha Antiterrorista—, las autoridades españolas decidieron secuestrar al supuesto miembro de ETA José María Larretxea Goñi. Sancristóbal lo consultó con el Ministro del Interior José Barrionuevo y el Director de la Seguridad del Estado Rafael Vera, quienes dieron el visto bueno a una operación que acabó con la detención de cuatro policías, el inspector de policía Jesús Alfredo Gutiérrez Argüelles y tres geos. Para conseguir la liberación de estos policías, decidieron presionar a las autoridades francesas mediante el secuestro del miembro de ETA Mikel Lujua Gorostola. Sin embargo, secuestraron por error al ciudadano hispano-francés Segundo Marey Samper. Este secuestro sería reivindicado por los Grupos Antiterroristas de Liberación, grupo hasta entonces desconocido cuyas siglas GAL pronto serían asociadas a la guerra sucia contra ETA del gobierno español del PSOE.

### Procesamiento y condena por su implicación en los GAL
Amedo fue detenido en julio de 1988 por orden del juez instructor Baltasar Garzón tras la publicación de diversas informaciones sobre la «guerra sucia» en los periódicos Diario 16 y El Mundo. La investigación posterior reveló que en 1986 Amedo realizó diversos viajes a Portugal, de carácter oficial y pagados con fondos reservados del Ministerio de Interior, en los que contrató a mercenarios portugueses para atentar contra miembros de ETA en el sur de Francia.
El 20 de septiembre de 1991 fue condenado por la Audiencia Nacional a 108 años y ocho meses de prisión y accesoria de inhabilitación por seis delitos de asesinato frustrado (cinco como autor moral y uno como autor por inducción), lesiones, asociación ilícita y falsificación, todo ello en relación con el llamado "caso Amedo-Domínguez". Tal sentencia fue confirmada de modo prácticamente íntegro por la Sala Segunda del Tribunal Supremo el 12 de marzo de 1992.
En julio de 1998 fue condenado por la Sala Segunda del Tribunal Supremo a nueve años y seis meses de prisión y once años de inhabilitación absoluta por los delitos de secuestro y malversación de caudales públicos, en relación con el llamado "caso Marey", en una sentencia que también condenó a otros policías y a responsables de la seguridad del Estado y altos cargos del Ministerio de Interior como José Barrionuevo, Rafael Vera, Julián Sancristóbal y Ricardo García Damborenea. Si bien decidió no recurrir, la indicada sentencia fue confirmada por el Tribunal Constitucional en marzo de 2001.

### Repercusiones políticas
Hasta 1994, Amedo sostenía que los «GAL son un invento de HB y de un periodista batasuno» y que el «primer periódico que leía siempre en la cárcel era El Mundo, para ver las mentiras que sacaba». Sin embargo, en esa fecha Amedo y Domínguez prestaron una declaración ante el juez Baltasar Garzón que permitió la reapertura del "caso Marey". Asimismo, en una entrevista concedida a la Cadena Ser en 1995 afirmaba que le parecía «aberrante» hablar de si había sufrido presiones por parte de Garzón, aunque en 1997 le acusó precisamente de prevaricación y coacciones durante la instrucción de los sumarios relacionados con los GAL. En cualquier caso, Amedo y Domínguez entregaron pruebas materiales de la implicación en la "guerra sucia" de buena parte de la cúpula de la Seguridad del Estado durante los gobiernos del PSOE presididos por Felipe González, así como de cualificados miembros de este partido en esa época, como José Barrionuevo, Rafael Vera o Ricardo García Damborenea, este último secretario general del Partido Socialista de Euskadi en Vizcaya y miembro del Comité Ejecutivo Federal del PSOE; todos ellos condenados a distintas penas por su implicación con los GAL.

### Tras su salida de prisión
Amedo salió en libertad condicional en el año 2000, después de haber pasado doce años en prisión, la mitad de ellos en régimen abierto. En el 2003 fue absuelto por falta de pruebas en el juicio por el asesinato de Santiago Brouard.
Tras su puesta en libertad, Amedo se dedicó a la gestión inmobiliaria y a escribir. En 2006 presentó su libro La conspiración, donde afirmaba haber recibido pagos por 30 millones de pesetas por parte de Pedro J. Ramírez, director del diario El Mundo, para que hablara sobre los GAL. Asimismo afirmó que la investigación del GAL sólo obedeció a los intereses personales que tenían Pedro J. Ramírez, Baltasar Garzón y Francisco Álvarez-Cascos en quitar a Felipe González del poder.
En 2013 presentó su nuevo libro titulado Cal viva, donde desvelaba algunos detalles de los GAL. En 2016 declaró sentirse culpable y arrepentido por su participación en los GAL, y pidió que se reconociese que los GAL fueron creados, amparados y financiados por el Estado español.